# Saison 1986 de l'ATP

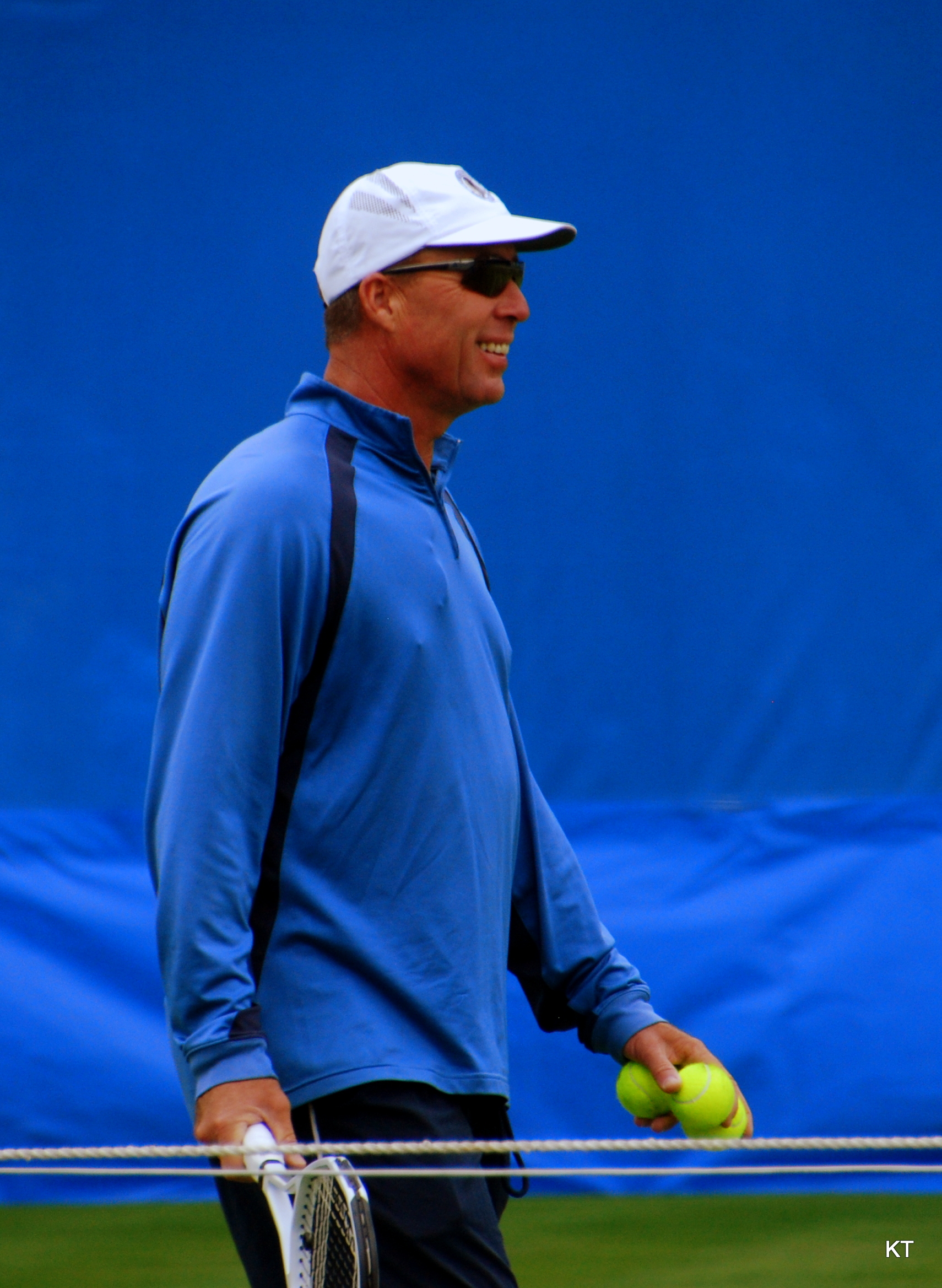
Ivan Lendl a terminé l'année en tête du classement mondial pour la deuxième fois de sa carrière.

Résultats des principaux tournois de tennis organisés par l'ATP en 1986.

## Simple
L'Open d'Australie joué en fin d'année 1985 en décembre, n'est pas organisé au cours de l'année 1986. En effet, la compétition se déroule désormais en janvier, et ce à partir de l'édition 1987.

### Résultats
| Date  | Tournoi           | Tournoi | Dotation    | Surface     | Vainqueur            | Vainqueur | Finaliste              | Finaliste | Score                   | Tableau |
| ----- | ----------------- | ------- | ----------- | ----------- | -------------------- | --------- | ---------------------- | --------- | ----------------------- | ------- |
| 06/01 | Auckland          |         | $ 85 000    | Dur         | Mark Woodforde       |           | Bud Schultz            |           | 6-4, 6-3, 3-6, 6-4      |         |
| 27/01 | Philadelphie      |         | $ 375 000   | Synthétique | Ivan Lendl           |           | Tim Mayotte            |           | Vainqueur par forfait   |         |
| 03/02 | Toronto (Indoor)  |         | $ 125 000   | Synthétique | Joakim Nyström       |           | Milan Šrejber          |           | 6-1, 6-4                |         |
| 03/02 | Memphis           |         | $ 250 000   | Synthétique | Brad Gilbert         |           | Stefan Edberg          |           | 7-5, 7-6                |         |
| 10/02 | Miami             |         | $ 750 000   | Dur         | Ivan Lendl           |           | Mats Wilander          |           | 3-6, 6-1, 7-6, 6-4      |         |
| 24/02 | La Quinta         |         | $ 325 000   | Dur         | Joakim Nyström       |           | Yannick Noah           |           | 6-1, 6-3, 6-2           |         |
| 10/03 | Metz              |         | $ 85 000    | Synthétique | Thierry Tulasne      |           | Broderick Dyke         |           | 6-4, 6-3                |         |
| 10/03 | Milan             |         | $ 300 000   | Synthétique | Ivan Lendl           |           | Joakim Nyström         |           | 6-2, 6-2, 6-4           |         |
| 17/03 | Bruxelles         |         | $ 250 000   | Synthétique | Mats Wilander        |           | Broderick Dyke         |           | 6-2, 6-3                | Tableau |
| 17/03 | Fort Myers        |         | $ 250 000   | Dur         | Ivan Lendl           |           | Jimmy Connors          |           | 6-3, 3-6, 6-1           |         |
| 24/03 | Rotterdam         |         | $ 250 000   | Synthétique | Joakim Nyström       |           | Anders Järryd          |           | 6-0, 6-3                |         |
| 24/03 | Chicago           |         | $ 250 000   | Synthétique | Boris Becker         |           | Ivan Lendl             |           | 7-6, 6-3                |         |
| 31/03 | Cologne           |         | $ 100 000   | Dur         | Jonas Svensson       |           | Stefan Eriksson        |           | 6-7, 6-2, 6-2           |         |
| 31/03 | Atlanta           |         | $ 220 000   | Synthétique | Kevin Curren         |           | Tim Wilkison           |           | 7-6, 7-6                |         |
| 07/04 | Dallas            |         | $ 500 000   | Synthétique | Anders Järryd        |           | Boris Becker           |           | 6-7, 6-1, 6-1, 6-4      |         |
| 07/04 | Bari              |         | $ 85 000    | Terre       | Kent Carlsson        |           | Horacio de la Peña     |           | 7-5, 6-7, 7-5           |         |
| 14/04 | Nice              |         | $ 85 000    | Terre       | Emilio Sánchez       |           | Paul McNamee           |           | 6-1, 6-3                |         |
| 21/04 | Monte-Carlo       |         | $ 325 000   | Terre       | Joakim Nyström       |           | Yannick Noah           |           | 6-3, 6-2                |         |
| 28/04 | Madrid            |         | $ 85 000    | Terre       | Joakim Nyström       |           | Kent Carlsson          |           | 6-1, 6-1                |         |
| 28/04 | Indianapolis      |         | $ 300 000   | Dur         | Andrés Gómez         |           | Thierry Tulasne        |           | 6-4, 7-6                |         |
| 05/05 | Forest Hills      |         | $ 500 000   | Terre       | Yannick Noah         |           | Guillermo Vilas        |           | 7-6, 6-0                |         |
| 05/05 | Munich            |         | $ 100 000   | Terre       | Emilio Sánchez       |           | Ricki Osterthun        |           | 6-1, 6-3                |         |
| 12/05 | Rome              |         | $ 350 000   | Terre       | Ivan Lendl           |           | Emilio Sánchez         |           | 7-5, 4-6, 6-1, 6-1      |         |
| 19/05 | Florence          |         | $ 85 000    | Terre       | Andrés Gómez         |           | Henrik Sundström       |           | 6-3, 6-4                |         |
| 26/05 | Roland-Garros     |         | $ 1 125 000 | Terre       | Ivan Lendl           |           | Mikael Pernfors        |           | 6-3, 6-2, 6-4           | Tableau |
| 09/06 | Queen’s           |         | $ 200 000   | Herbe       | Tim Mayotte          |           | Jimmy Connors          |           | 6-4 , 2-1 ab.           |         |
| 09/06 | Bologne           |         | $ 85 000    | Terre       | Martín Jaite         |           | Paolo Canè             |           | 6-2, 4-6, 6-4           |         |
| 16/06 | Bristol           |         | $ 100 000   | Herbe       | Vijay Amritraj       |           | Henri Leconte          |           | 7-6, 1-6, 8-6           |         |
| 16/06 | Athènes           |         | $ 100 000   | Terre       | Henrik Sundström     |           | Francisco Maciel       |           | 6-0, 7-5                |         |
| 23/06 | Wimbledon         |         | $ 1 306 000 | Herbe       | Boris Becker         |           | Ivan Lendl             |           | 6-4, 6-3, 7-5           | Tableau |
| 07/07 | Gstaad            |         | $ 200 000   | Terre       | Stefan Edberg        |           | Roland Stadler         |           | 7-5, 4-6, 6-1, 4-6, 6-2 |         |
| 07/07 | Bordeaux          |         | $ 125 000   | Terre       | Paolo Canè           |           | Kent Carlsson          |           | 6-4, 1-6, 7-5           |         |
| 07/07 | Newport           |         | $ 100 000   | Herbe       | Bill Scanlon         |           | Tim Wilkison           |           | 7-5, 6-4                |         |
| 21/07 | Bastad            |         | $ 125 000   | Terre       | Emilio Sánchez       |           | Mats Wilander          |           | 7-6, 4-6, 6-4           |         |
| 21/07 | Livingston        |         | $ 100 000   | Dur         | Brad Gilbert         |           | Mike Leach             |           | 6-2, 6-2                |         |
| 21/07 | US Pro            |         | $ 220 000   | Terre       | Andrés Gómez         |           | Martín Jaite           |           | 7-5, 6-4                |         |
| 28/07 | Washington D.C.   |         | $ 220 000   | Dur         | Karel Nováček        |           | Thierry Tulasne        |           | 6-1, 7-6                |         |
| 28/07 | Hilversum         |         | $ 100 000   | Terre       | Thomas Muster        |           | Jakob Hlasek           |           | 6-1, 6-3, 6-3           |         |
| 04/08 | Kitzbühel         |         | $ 150 000   | Terre       | Miloslav Mečíř       |           | Andrés Gómez           |           | 6-4, 4-6, 6-1, 2-6, 6-3 |         |
| 04/08 | Stratton Mountain |         | $ 250 000   | Dur         | Ivan Lendl           |           | Boris Becker           |           | 6-4, 7-6                |         |
| 11/08 | St. Vincent       |         | $ 85 000    | Terre       | Simone Colombo       |           | Paul McNamee           |           | 2-6, 6-3, 7-6           |         |
| 11/08 | Toronto           |         | $ 300 000   | Dur         | Boris Becker         |           | Stefan Edberg          |           | 6-4, 3-6, 6-3           |         |
| 18/08 | Cincinnati        |         | $ 300 000   | Dur         | Mats Wilander        |           | Jimmy Connors          |           | 6-4, 6-1                | Tableau |
| 25/08 | US Open           |         | $ 1 400 000 | Dur         | Ivan Lendl           |           | Miloslav Mečíř         |           | 6-4, 6-2, 6-0           | Tableau |
| 08/09 | Stuttgart         |         | $ 162 000   | Terre       | Martín Jaite         |           | Jonas Svensson         |           | 7-5, 6-2                |         |
| 08/09 | Genève            |         | $ 200 000   | Terre       | Henri Leconte        |           | Thierry Tulasne        |           | 7-5, 6-3                |         |
| 15/09 | Hambourg          |         | $ 250 000   | Terre       | Henri Leconte        |           | Miloslav Mečíř         |           | 6-2, 5-7, 6-4, 6-2      |         |
| 15/09 | Los Angeles       |         | $ 250 000   | Dur         | John McEnroe         |           | Stefan Edberg          |           | 6-2, 6-3                |         |
| 22/09 | Barcelone         |         | $ 220 000   | Terre       | Kent Carlsson        |           | Andreas Maurer         |           | 6-2, 6-2, 6-0           |         |
| 22/09 | San Francisco     |         | $ 220 000   | Synthétique | John McEnroe         |           | Jimmy Connors          |           | 7-6, 6-3                |         |
| 29/09 | Palerme           |         | $ 100 000   | Terre       | Ulf Stenlund         |           | Pablo Arraya           |           | 6-2, 6-3                |         |
| 06/10 | Tel Aviv          |         | $ 85 000    | Dur         | Brad Gilbert         |           | Aaron Krickstein       |           | 7-5, 6-2                |         |
| 06/10 | Toulouse          |         | $ 150 000   | Dur         | Tim Mayotte          |           | Ricki Osterthun        |           | 6-2, 5-7, 6-4           |         |
| 06/10 | Scottsdale        |         | $ 220 000   | Dur         | John McEnroe         |           | Kevin Curren           |           | 6-3, 3-6, 6-2           |         |
| 13/10 | Tokyo             |         | $ 125 000   | Dur         | Ramesh Krishnan      |           | Johan Carlsson         |           | 6-3, 6-1                |         |
| 13/10 | Sydney (Indoor)   |         | $ 275 000   | Dur         | Boris Becker         |           | Ivan Lendl             |           | 3-6, 7-6, 6-2, 6-0      |         |
| 13/10 | Bâle              |         | $ 175 000   | Dur         | Stefan Edberg        |           | Yannick Noah           |           | 7-6, 6-2, 6-7, 7-6      |         |
| 20/10 | Vienne            |         | $ 125 000   | Dur         | Brad Gilbert         |           | Karel Nováček          |           | 3-6, 6-3, 7-5, 6-0      |         |
| 20/10 | Tokyo (Indoor)    |         | $ 300 000   | Synthétique | Boris Becker         |           | Stefan Edberg          |           | 7-6, 6-1                |         |
| 27/10 | Hong Kong         |         | $ 200 000   | Dur         | Ramesh Krishnan      |           | Andrés Gómez           |           | 7-6, 6-0, 7-5           |         |
| 27/10 | Paris-Bercy       |         | $ 500 000   | Synthétique | Tim Mayotte          |           | Brad Gilbert           |           | 2-6, 6-3, 7-5, 6-7, 6-3 |         |
| 03/11 | Stockholm         |         | $ 350 000   | Dur         | Boris Becker         |           | Sergio Casal           |           | 6-4, 6-3, 7-6           |         |
| 10/11 | Wembley Pro       |         | $ 300 000   | Synthétique | Yannick Noah         |           | Jonas Svensson         |           | 6-2, 6-3, 6-7, 4-6, 7-5 |         |
| 10/11 | Buenos Aires      |         | $ 85 000    | Terre       | Jay Berger           |           | Franco Davín           |           | 6-3, 6-3                |         |
| 17/11 | Johannesburg      |         | $ 220 000   | Dur         | Amos Mansdorf        |           | Matt Anger             |           | 6-3, 3-6, 6-2, 7-5      |         |
| 17/11 | Houston           |         | $ 220 000   | Synthétique | Slobodan Živojinović |           | Scott Davis            |           | 6-1, 4-6, 6-3           |         |
| 24/11 | Itaparica         |         | $ 125 000   | Dur         | Andrés Gómez         |           | Jean-Philippe Fleurian |           | 4-6, 6-4, 6-4           |         |
| 01/12 | Masters           |         | $ 500 000   | Synthétique | Ivan Lendl           |           | Boris Becker           |           | 6-4, 6-4, 6-4           | Tableau |

### Classement final
| N° | Joueur          | Pays | Evolution     |
| -- | --------------- | ---- | ------------- |
| 1  | Ivan Lendl      |      | en stagnation |
| 2  | Boris Becker    |      | +4            |
| 3  | Mats Wilander   |      | en stagnation |
| 4  | Yannick Noah    |      | +3            |
| 5  | Stefan Edberg   |      | en stagnation |
| 6  | Henri Leconte   |      | +10           |
| 7  | Joakim Nyström  |      | +4            |
| 8  | Jimmy Connors   |      | -4            |
| 9  | Miloslav Mečíř  |      | en stagnation |
| 10 | Andrés Gómez    |      | +5            |
| 11 | Brad Gilbert    |      | +7            |
| 12 | Mikael Pernfors |      | +153          |
| 13 | Kent Carlsson   |      | +37           |
| 14 | John McEnroe    |      | -12           |
| 15 | Tim Mayotte     |      | -3            |
| 16 | Emilio Sánchez  |      | +48           |
| 17 | Martín Jaite    |      | +3            |
| 18 | Kevin Curren    |      | -8            |
| 19 | Anders Järryd   |      | -11           |
| 20 | Thierry Tulasne |      | +1            |